# Thyrsosalacia
Genre
Thyrsosalacia est un genre de plantes de la famille des Celastraceae.

## Liste d'espèces
Selon Catalogue of Life (23 septembre 2017) :
- Thyrsosalacia nematobrachion Loes.
- Thyrsosalacia pararacemosa N. Hallé
- Thyrsosalacia racemosa (Loes. ex Harms) N. Hallé
- Thyrsosalacia viciflora N. Hallé

Selon NCBI (23 septembre 2017) :
- Thyrsosalacia nematobrachion

Selon The Plant List (23 septembre 2017) :
- Thyrsosalacia nematobrachion Loes.
- Thyrsosalacia viciflora N. Hallé

Selon Tropicos (23 septembre 2017) (Attention liste brute contenant possiblement des synonymes) :
- Thyrsosalacia longipes (Oliv.) Loes.
- Thyrsosalacia nematobrachion Loes.
- Thyrsosalacia viciflora N. Hallé